# 武仲休
武仲休，姬姓，名休，谥武，春秋时代鲁国人，叔牙次子，叔孙戴伯之弟。
武仲休生有一子叔彭生，叔彭生别立叔仲氏，是叔孙氏的侧室。